# Горн, Карл

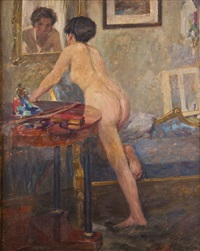
Карл Горн. Женский портрет ню

Карл Горн (Карл Хорн, нем. Carl Horn; 27 апреля 1874, Кассель — 21 января 1945, Бад-Обердорф) — немецкий художник, директор Северной высшей художественной школы в Бремене.

## Биография
В 1893—1894 годах Горн обучался в Кассельской, затем до 1898 года — в Мюнхенской академии художеств. Работал в Мюнхене, писал портреты и пейзажи, участвовал в ряде художественных выставок. В 1920-х годах женился на Эльзе Прёль, матери супруги сподвижника Гитлера Рудольфа Гесса Ильзы. В 1934 году Северная школа художественных ремёсел получила статус высшей художественной школы. В феврале 1935 года её директором был назначен Карл Горн. В 1937 году создал портрет зятя, заместителя фюрера Рудольфа Гесса для Большой германской художественной выставки в мюнхенском Доме германского искусства. После перелёта Гесса в Великобританию Горну порекомендовали подать в отставку. Впоследствии проживал в Бремене, умер в доме своей падчерицы Ильзы в Бад-Обердорфе.